# Камышев, Иосиф Петрович
Ио́сиф Петро́вич Камышев (11 октября 1949, Челябинск — 15 февраля 2024, Брянск) — советский и российский театральный актёр. Народный артист Российской Федерации (2004).

## Биография
Родился 11 октября 1949 года в Челябинске. После окончания школы поступил на исторический факультет Челябинского педагогического института, где проучился один год.
Затем поступил в Свердловское театральное училище. Отучился один курс и был призван в армию. По окончании службы вернулся на 2 курс. Закончил обучение в 1974 году по специальности актёр драматического театра и кино (педагог: В. М. Воронова).
Дебютировал на профессиональной сцене в Карагандинском областном русском драматическом театре в спектакле по пьесе «Моя любовь на третьем курсе» (второе название — «Лошадь Пржевальского»; роль студента-комиссара стройотряда.
Затем в течение 8 лет — артист Челябинского ТЮЗа. Три года проработал у режиссёра Александра Яковлевича Славутского в Забайкальском краевом драматическом театре.
С 1984 года — артист Брянского областного драматического театра имени А. К. Толстого.
Скончался 15 февраля 2024 года в Брянске на 75-м году жизни.
Церемония прощания с артистом прошла 17 февраля в Брянском театре драмы им. А. К. Толстого. Похоронен на Центральном кладбище Брянска.

## Основные роли
- Баукин («Жестокость» — Нилин П.);
- Голубев («Наедине со всеми» — Гельман А. И.);
- Соломон («Кин IV» — Горин Г. И.).

### Театральные работы
- Тевье-молочник — «Поминальная молитва», Григорий Горин (2013, реж. Олег Пермяков).
- Пётр Константиныч Муромский — «Кречинский», А. Сухово-Кобылин (2012, реж. Борис Горбачевский);
- Царь — «Левша», В. Константинов, Б. Рацер по одноимённому сказу Н. Лескова (2012, реж. Вячеслав Шляхтов);
- Дед — «В ожидании седьмой луны», А. Касона (2011, реж. Сергей Гришанин);
- Абрам Алексеевич Желтухин — «Касатка», А. Н. Толстой (2011, реж. Юрий Лизенгевич);
- Тимофей — «Семейный портрет с дензнаками», С. Лобозёров (2011, реж. Борис Ярыш);
- Иван Петрович Войницкий — «Дядя Ваня», А. П. Чехов (2010, реж. Юрий Ильин);
- Утешительный — «Игроки», Н. В. Гоголь (2009, реж. Юрий Ильин);
- «А завтра была война», Борис Васильев (2005, реж. Б. Ярыш);
- Сарафанов — «Старший сын», А. Вампилов (2004, реж. Борис Ярыш);
- Профессор Мишель Гаррон — «Будьте здоровы, мсье!», П. Шено (2004, реж. Михаил Скандаров);
- Грег — «Сильвия», А. Герни (2003, реж. Борис Ярыш);
- Дмитрий Иванович Яблоков — «Кукушкины слёзы», А. Н. Толстой (2002, реж. Михаил Скандаров);
- Георгий — «Свадебный марш», В. Азерников (2001, реж. Эдуард Купцов);
- Шут Косме — «Дама-невидимка», П. Кальдерон (2000, реж. Андрей Лапиков);
- Ролдан — «Дикарь», А. Касона (1998, реж. Борис Ярыш);
- Генри — «Моя жена — лгунья», М. Мэйо, М. Эннекен (1995, реж. Михаил Мамедов);

### Челябинский ТЮЗ
- Степан Степанович Жилин — «Житейские мелочи» Антона Чехова, постановка Геннадия Егорова, 1979)
- Полицейский — «Добрый человек из Сезуана» Бертольда Брехта, (постановка Геннадия Егорова, 1978)
- Сержант милиции — «Допрос» Станислава Родионова, постановка Геннадия Егорова (1977)

## Общественная деятельность
- Председатель Брянского отделения ВТО (СТД) РФ.

## Награды
- 14 марта 1994 года — Заслуженный артист России[6].
- 20 мая 2004 года — Народный артист России[7].
- 2011 — XIX фестиваль «Славянские театральные встречи» (Брянск) — Приз «Лучшая мужская роль» — за роль в спектакле «Дядя Ваня» Брянского театра драмы.

## Личная жизнь
- Вдова: Нина Камышева (род. 1945), актриса.
  - Сын.

## Цитаты
«Камышев — это человек-театр, — говорит Михаил Лаврушин, его заместитель по СТД РФ. — Это наш самый колоритный и узнаваемый брянский актёр. Поэтому именно его мы уже во второй раз выбрали главой СТД РФ. Он многое делает для наших театров. Особенно помог в борьбе за возвращение и обновление здания театра кукол. Было много звонков и писем в адрес центрального руководства СТД РФ по поводу этого коллектива, который на четыре года был лишен своего здания. Собрали пачки документов, обращались в разные инстанции, вплоть до прокуратуры. На всю страну прозвучало острое выступление Иосифа Камышева на съезде СТД РФ. Нас поддержал Александр Калягин, а в конечном счёте — губернатор Александр Богомаз.